# Dự luật dẫn độ Hồng Kông 2019
Dự luật đối với người phạm tội bỏ trốn và Hỗ trợ pháp lý lẫn nhau trong Lập pháp các vấn đề Hình sự (Sửa đổi) 2019 (tiếng Trung: 2019年逃犯及刑事事宜相互法律協助法例(修訂)條例草案) là một dự luật được đề xuất liên quan đến dẫn độ để sửa đổi Pháp lệnh người phạm tội bỏ trốn (Chương 503) liên quan đến các thỏa thuận dẫn độ đặc biệt và Hỗ trợ pháp lý lẫn nhau trong Pháp lệnh các vấn đề hình sự (Chương 525) để có thể sắp xếp hỗ trợ pháp lý lẫn nhau giữa Hồng Kông và bất kỳ nơi nào ngoài Hồng Kông. Dự luật được chính phủ Hồng Kông đề xuất vào tháng 2 năm 2019 để yêu cầu dẫn độ nghi phạm Hồng Kông trong vụ án giết người ở Đài Loan. Chính phủ đề xuất thiết lập một cơ chế chuyển giao những người chạy trốn không chỉ cho Đài Loan, mà còn cho Trung Quốc đại lục và Ma Cao, vốn không nằm trong luật hiện hành.
Sự ra đời của dự luật đã gây ra sự chỉ trích rộng rãi trong và ngoài nước từ nghề luật, các tổ chức nhà báo, nhóm kinh doanh và chính phủ nước ngoài vì lo ngại sự xói mòn thêm của hệ thống pháp luật Hồng Kông và các biện pháp bảo vệ tích hợp, cũng như làm tổn hại môi trường kinh doanh của Hồng Kông. Họ lo ngại về nguy cơ cao mà công dân Hồng Kông và công dân nước ngoài đi qua thành phố có thể được đưa ra xét xử cho Trung Quốc đại lục, nơi các tòa án nằm dưới sự kiểm soát chính trị của Trung Quốc dẫn đến Biểu tình chống dự luật dẫn độ. Các nhà chức trách ở Đài Bắc tuyên bố rằng Đài Loan sẽ không đồng ý dẫn độ bất kỳ nghi phạm nào từ Hồng Kông, với lý do công dân Đài Loan ở Hồng Kông sẽ có nguy cơ bị dẫn độ sang Trung Quốc đại lục theo dự luật và cho rằng luật pháp có động cơ chính trị. Sự vội vàng của chính phủ Hồng Kông trong việc thực thi luật pháp dẫn độ cũng dẫn đến một tiền lệ cho các biện pháp bảo vệ thủ tục ngắn mạch trong Hội đồng Lập pháp.
Vào ngày 9 tháng 6, những người biểu tình ước tính số lượng từ hàng trăm ngàn đến hơn một triệu người tuần hành trên đường phố chống lại dự luật dẫn độ và kêu gọi Trưởng đặc khu Lâm Trịnh Nguyệt Nga từ chức. Ngày 15 tháng 6 năm 2019, trước sức ép của cuộc Biểu tình chống dự luật dẫn độ, Trưởng đặc khu Lâm Trịnh Nguyệt Nga thông báo hoãn vô thời hạn dự luật dẫn độ.
Ngày 9 tháng 7, phát biểu trong cuộc họp báo, Trưởng đặc khu Lâm Trịnh Nguyệt Nga cho biết dự luật dẫn độ gây nhiều tranh cãi những tuần qua hiện "đã chết". Chính quyền hiện không có kế hoạch nhằm tái khởi động quá trình thảo luận dự luật. Bà thừa nhận những xúc tiến của chính quyền đối với dự luật này đã "hoàn toàn thất bại". Tuy nhiên những người biểu tình vẫn chưa hài lòng vì cho rằng bà chỉ đang chơi chữ và không dùng chính xác cụm từ "rút lại hoàn toàn" dự luật. Người biểu tình đòi hỏi bà Lâm phải sử dụng cụm từ "rút lại hoàn toàn" thay vì những từ ngữ khác.

## Bối cảnh
Đầu năm 2018, Chan Tong-kai, 19 tuổi, cư dân Hồng Kông, được cho là đã giết hại bạn gái đang mang thai Poon Hiu-wing tại Đài Loan, sau đó bỏ trốn trở về Hồng Kông. Chan thừa nhận với cảnh sát Hồng Kông rằng anh ta đã giết Poon nhưng cảnh sát không thể buộc tội anh ta vì tội giết người hoặc dẫn độ anh ta đến Đài Loan vì không có thỏa thuận pháp lý nào được đưa ra. Cho đến tháng 5 năm 2019, hai sắc lệnh tại Hồng Kông, Pháp lệnh người phạm tội bỏ trốn và Hỗ trợ pháp lý lẫn nhau trong Pháp lệnh vấn đề hình sự, không được áp dụng cho các yêu cầu đầu hàng người phạm tội bỏ trốn và hỗ trợ pháp lý lẫn nhau giữa Hồng Kông và Đài Loan. Vào tháng 2 năm 2019, chính phủ đã đề xuất thay đổi luật chạy trốn, thiết lập một cơ chế chuyển giao tình huống theo trường hợp của Đặc khu trưởng Hồng Kông cho bất kỳ khu vực nào mà thành phố thiếu một hiệp ước dẫn độ chính thức mà thành phố tuyên bố sẽ đóng "lỗ hổng pháp lý".

## Biểu tình chống dự luật

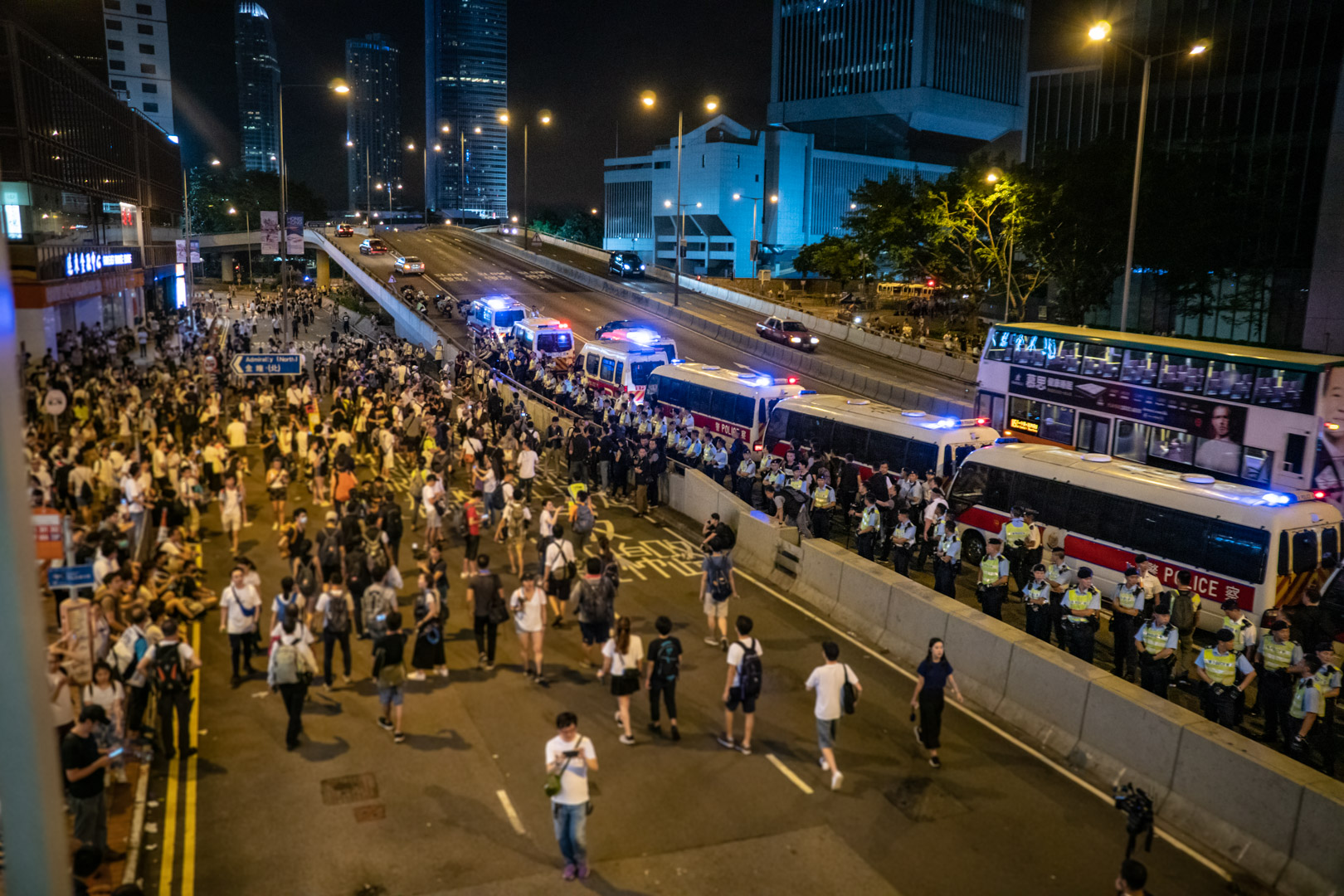
Người biểu tình vào ngày 9 tháng 6

Các cuộc biểu tình khác nhau diễn ra ở Hồng Kông bởi công chúng và các cộng đồng pháp lý nói chung. Trong số này, cuộc biểu tình ngày 9 tháng 6 do Mặt trận Nhân dân về Nhân quyền tổ chức, mà tổ chức ước tính có sự tham gia của 1,03 triệu người, đã đạt được sự phủ sóng rộng rãi trên phương tiện truyền thông đại chúng. Các cuộc biểu tình ở những nơi khác cũng được phát động bởi người Hồng Kông ở nước ngoài và dân chúng địa phương. Nhà chức trách Hồng Kông bắt giữ 11 người trong các cuộc biểu tình chống dự luật dẫn độ. Đây là cuộc biểu tình lớn nhất kể từ phong trào dù vào năm 2014. Bất chấp các cuộc biểu tình rộng rãi, chính phủ vẫn khăng khăng đòi thông qua dự luật, cho rằng dự luật là khẩn cấp và "lỗ hổng" pháp lý cần được lấp lại.
Ngày 15 tháng 6 năm 2019, trước sức ép của cuộc biểu tình chống dự luật dẫn độ, Trưởng đặc khu Lâm Trịnh Nguyệt Nga thông báo hoãn vô thời hạn dự luật dẫn độ. Tuy nhiên, bà cũng nói rõ rằng dự luật chỉ bị trì hoãn, chứ không bị rút lại.
Ngày 16 tháng 6, chính phủ đã ban hành một tuyên bố vào lúc 8:30 tối, nơi bà Lâm xin lỗi cư dân Hồng Kông và hứa sẽ "chân thành và khiêm tốn chấp nhận mọi chỉ trích và cải thiện và phục vụ công chúng".

## Đình chỉ và rút lại dự luật
Sau các cuộc đụng độ dữ dội vào ngày 12 tháng 6, Hội đồng Lập pháp đã bãi bỏ các cuộc họp chung vào ngày 13 và 14 tháng 6, và cũng hoãn các cuộc họp vào ngày 17 và 18 tháng 6. Nhật báo của phe kiến chế Sing Tao Daily đưa tin Lâm đã đến gặp Phó Thủ tướng Trung Quốc Hàn Chính tại Thâm Quyến vào tối 14 tháng 6. Lâm sau đó có một cuộc họp nội các với các quan chức hàng đầu của bà lúc 10:30  tối, kéo dài đến nửa đêm.
Các đoàn thể sinh viên, đại diện cho một số người biểu tình, đã đưa ra bốn yêu cầu: rút toàn bộ dự luật dẫn độ; rút lại tất cả các tham chiếu đến cuộc biểu tình ngày 12 tháng 6 là một cuộc bạo loạn; phóng thích tất cả những người biểu tình bị bắt; và trách nhiệm của các sĩ quan cảnh sát đã sử dụng vũ lực quá mức. Họ cảnh báo về hành động phản kháng leo thang nếu các yêu cầu không được đáp ứng. Hồng y Giám quản Tông Tòa Giáo phận Hồng Kông Gioan Thang Hán (Giáo hội Công giáo Rôma và Chủ tịch Giáo hội Chúa Kitô Hồng Kông là giám mục Eric So Shing-yit cũng đưa ra một tuyên bố chung kêu gọi rút hoàn toàn dự luật dẫn độ và một cuộc điều tra độc lập về cáo buộc tàn bạo của cảnh sát chống lại người biểu tình.
Khi thành phố đánh dấu kỷ niệm 22 năm kể từ khi chuyển giao Hồng Kông năm 1997, cuộc tuần hành phản đối dân chủ hàng năm do các nhóm dân quyền tổ chức đã tuyên bố con số kỷ lục là 550.000 trong khi cảnh sát đưa ra ước tính khoảng 190.000 người. Một cách riêng biệt, hàng trăm người biểu tình trẻ tuổi đã xông vào Hội đồng Lập pháp và các biểu tượng mạo phạm liên quan đến Cộng hòa Nhân dân Trung Hoa (PRC) và các phần tử thân Bắc Kinh bên trong tòa nhà.
Vào ngày 9 tháng 7, Lâm Trịnh Nguyệt Nga cho biết dự luật gây tranh cãi "đã chết", nhưng vẫn từ chối đáp ứng yêu cầu rút lại dự luật của người biểu tình. Những người biểu tình tiếp tục yêu cầu rút toàn bộ dự luật, trong số những yêu cầu khác liên quan đến hành vi sai trái của cảnh sát và quyền bầu cử phổ thông. Khi các cuộc biểu tình leo thang và trở nên dữ dội hơn, sau hơn hai tháng, Lâm Trịnh Nguyệt Nga vào ngày 4 tháng 9 cuối cùng đã tuyên bố rằng chính phủ sẽ chính thức rút hoàn toàn dự luật. Tuy nhiên, Lâm đã bác bỏ bốn yêu cầu cốt lõi khác từ những người biểu tình.